# Селиховкин, Андрей Витимович
Андрей Витимович Селиховкин (род. 8 апреля 1955 года, Ленинград) — российский учёный, доктор биологических наук, профессор, ректор Санкт-Петербургского государственного лесотехнического университета имени С. М. Кирова (2005—2015).

## Биография
Родился 8 апреля 1955 года в Ленинграде.
Отец Андрея Витимовича — Витим Викторович Селиховкин — закончил службу в качестве капитана первого ранга, заслуженный деятель науки и техники, профессор, д.в.-м. наук. Долгое время возглавлял кафедру в Военно-морской академии.
Мать — Селиховкина Надежда Павловна (до замужества — Склярова) — преподаватель в средней школе.
В 1972 году окончил школу. В 1972—1973 году работал техником Главной геофизической обсерватории. В 1973 году поступил в Ленинградскую лесотехническую академию (ныне Санкт-Петербургский государственный лесотехнический университет — СПбГЛТУ). В 1978 г. окончил лесохозяйственный факультет ЛТА с отличием и начал работать младшим научным сотрудником на кафедре лесной энтомологии. Занимался различными видами спорта, общественной работой.
В 1985 г. окончил аспирантуру на кафедре энтомологии Ленинградского университета, защитив диссертацию. В 1994 году окончил докторантуру в Зоологическом институте РАН и защитил докторскую диссертацию.
С 1978 года и по настоящее время работает в СПбГЛТУ, где прошёл все ступени от младшего научного сотрудника до заведующего кафедрой (1995), проректора по научной и международной деятельности (1997) и ректора (2005—2015).
В период работы в СПбГЛТУ постоянно принимал участие в экспедиционных работах преимущественно на территории Иркутской области.
Принимал участие в реализации более чем 40 международных и российских научно-исследовательских проектов по лесному хозяйству и в смежных областях, а также в сфере развития системы образования. Являлся организатором 25 международных симпозиумов и конференций.
С 2012 года — президент Русского энтомологического общества.

## Научная деятельность
- Лесная энтомология — динамика энтомокомплексов, особенности биологии насекомых-дендрофагов;
- Воздействие стрессовых факторов на лесные экосистемы, в особенности на энтомокомплексы насекомых-дендрофагов;
- Стратегия управления научно-образовательными комплексами

## Другая деятельность
- Член Совета по развитию лесного комплекса при Правительстве Российской Федерации (расп. Правительства РФ от 15.07.08 № 1014);
- Член Союза ректоров Российской Федерации;
- Президент Русского энтомологического общества;
- Член правления Европейского института леса;
- Член диссертационных советов при ЛТА и Московском государственном университете леса;
- Член Лесного совета при Минсельхозе России;
- Член Президиума Экспертно-консультативного совета при Законодательном собрании Ленинградской области;
- Член Экономического совета региональной организации ВПП «Единая Россия»;[1] Санкт-Петербурга;
- Член Координационного совета по развитию научно-исследовательской деятельности подведомственных Рособразованию учреждений;
- Член Комитета по лесному комплексу Ассоциации «Северо-Запад»;[2]
- Член Конкурсной комиссии по инновационной деятельности при правительстве Санкт-Петербурга;
- Член оргкомитета Международного лесного Форума[3]

## Публикации
Опубликовано свыше 150 работ. Более 30 публикаций посвящено вопросам организации научной и образовательной деятельности. Является ответственным редактором периодического издания «Известия Санкт-Петербургской государственной лесотехнической академии» и ряда других изданий.

## Награды и звания
- Почётное звание «Заслуженный работник высшей школы Российской Федерации» З№ 149211, 2003 г.;
- Нагрудный золотой знак в связи с 200-летием Санкт-Петербургской государственной лесотехнической академии З№ 27, 2003 г.;
- Медаль «В память 300-летия Санкт-Петербурга», 2003 г.;
- Юбилейная медаль Федерации независимых профсоюзов России «100 лет профсоюзам России», 2005 г.;
- Почётный знак 90-летию создания ВЧК-КГБ-ФСБ, 2007 г.;
- Нагрудный знак «За заслуги и развитие физической культуры и спорта Санкт-Петербурга». Удостоверение № 338, 2008 г.